# ГЕС Дафутан
ГЕС Дафутан (大洑潭水电站) — гідроелектростанція у центральній частині Китаю в провінції Хунань. Знаходячись між ГЕС Qīngshuǐtáng (вище за течією) та ГЕС Уцянсі, входить до складу каскаду на річці Юаньцзян, котра впадає до розташованого на правобережжі Янцзи великого озера Дунтін.
У межах проєкту дві протоки річки перекрили бетонною греблею висотою 27 метрів та загальною довжиною 1105 метрів. У результаті утворилося водосховище з об'ємом 144,5 млн м3 (корисний об'єм 34,5 млн м3) та припустимим коливанням рівня поверхні між позначками 127,7 та 129 метрів НРМ (під час повені об'єм може зростати до 251 млн м3).
Інтегрований у греблю машинний зал обладнали п'ятьма бульбовими турбінами потужністю по 40 МВт, які використовують напір від 5 до 15,1 метра (номінальний напір 11,2 метра) та забезпечують виробництво 806 млн кВт·год електроенергії на рік.